# 北海道道1022号仁木赤井川線

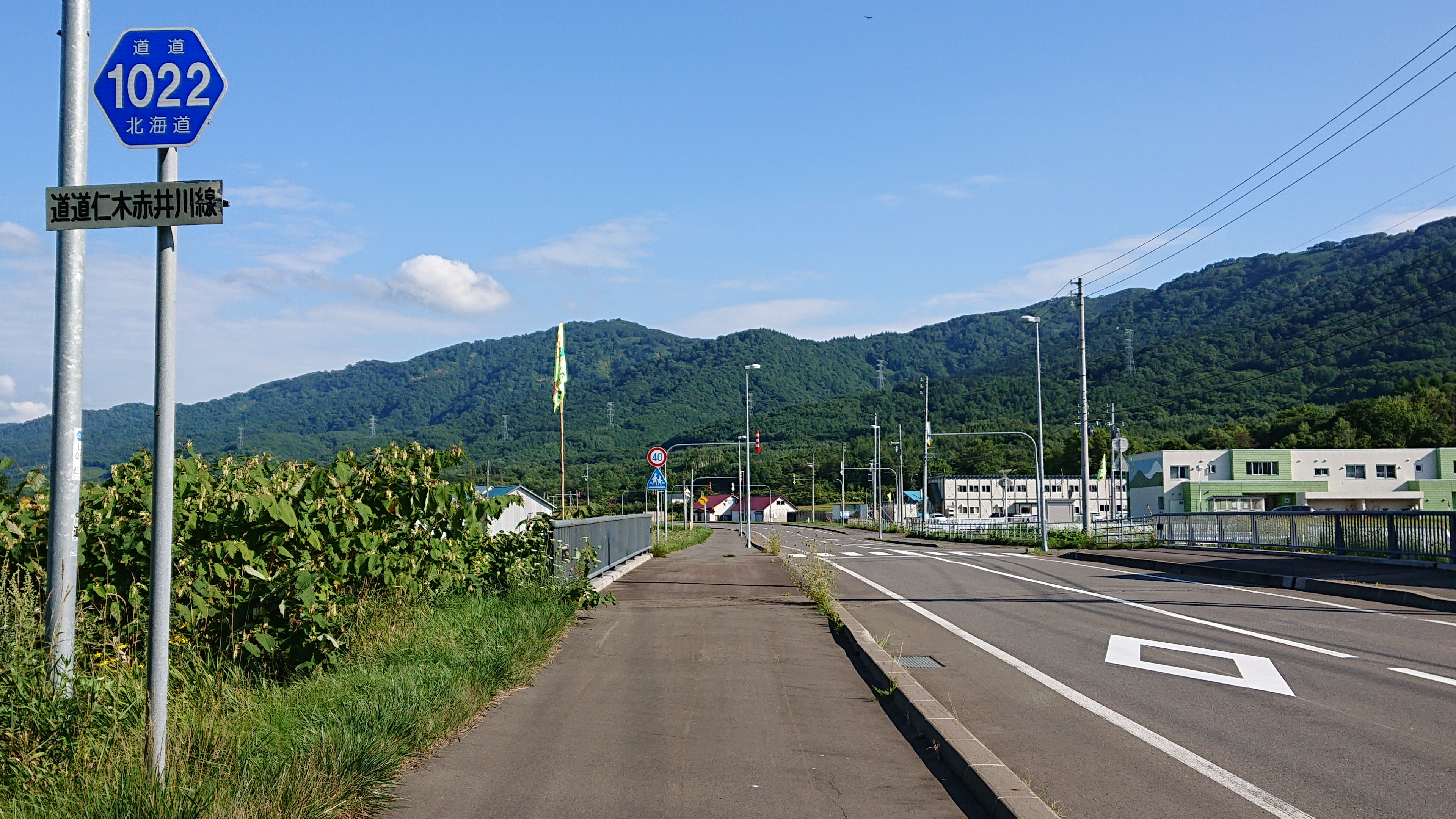
北海道道1022号仁木赤井川線

北海道道1022号仁木赤井川線（ほっかいどうどう1022ごう にきあかいがわせん）は、北海道余市郡赤井川村と仁木町を結ぶ一般道道（北海道道）である。

## 概要

### 路線データ
- 起点：北海道余市郡仁木町大江町（国道5号交点）
- 終点：北海道余市郡赤井川村字都（国道393号交点）
- 総延長：14.922 km
- 実延長：13.315 km
- 重用延長：1.607 km

### 道路管理者
- 後志総合振興局 小樽建設管理部 余市出張所
- 後志総合振興局 小樽建設管理部 事業課

## 歴史
- 1982年（昭和57年）9月30日 - 路線認定[1]。
  - 道道95号小樽仁木線を国道393号と当路線に２分割し、同日付けで道道95号小樽仁木線が廃止[2]。

## 路線状況

### 重複区間
- 北海道道36号余市赤井川線（赤井川村字都 - 赤井川村字都〔終点〕）

### 道路施設

#### 主な橋梁
- 大正橋（155 m、余市川、赤井川村字曲川 - 赤井川村字都）

## 地理

### 通過する自治体
- 後志総合振興局
  - 余市郡仁木町
  - 余市郡赤井川村

### 交差する道路
仁木町
- 国道5号 - 大江町（起点）

赤井川村
- 北海道道36号余市赤井川線 - 字都（重複）
- 国道393号 - 字都（終点）

### 沿線にある施設など
仁木町
- 仁木町立銀山小学校
- 仁木町立銀山中学校
- 銀山郵便局